# Leucospis guzeratensis
Leucospis guzeratensis är en stekelart som beskrevs av John Obadiah Westwood 1839. Leucospis guzeratensis ingår i släktet Leucospis och familjen Leucospidae. Inga underarter finns listade i Catalogue of Life.